# Marie Avgeropoulos

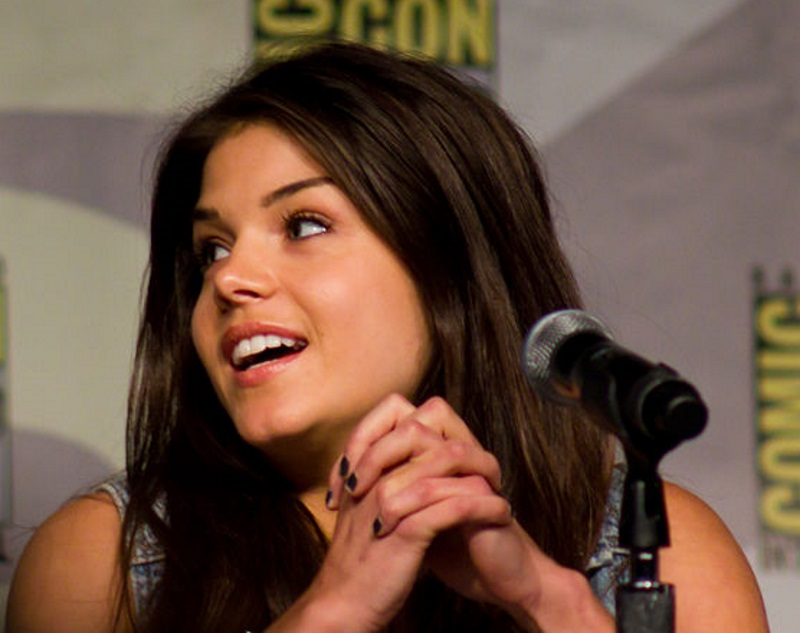
Marie Avgeropoulos al San Diego Comic-Con International 2013

Marie Avgeropoulos (Thunder Bay, 17 giugno 1986) è un'attrice canadese, principalmente nota per il ruolo di Octavia Blake nella serie televisiva The 100.

## Biografia
Marie Avgeropoulos è nata sulle rive del Lago Superiore a Thunder Bay in Canada. È cresciuta con la pesca, la caccia e il campeggio.
Dopo aver studiato per 2 anni giornalismo televisivo nella sua città natale decise di trasferirsi in Europa. Diversi mesi dopo tornò in Canada e si stabilì a Vancouver. Avgeropoulos iniziò a suonare la batteria all'età di 16 anni. Una delle sue amiche la invitò per un casting a Vancouver mentre cercavano dei batteristi. Un talent manager riconobbe subito le sue abilità e la invitò ad apparire in alcune pubblicità nazionali. Così attirò l'attenzione del regista Chris Columbus, che la ingaggiò per un ruolo in Una notte con Beth Cooper che diventò il suo primo vero film. La sua apparizione in questo film le diede la possibilità di apparire in altri film e spettacoli televisivi.
Nel 2010 entrò nel cast di Hunt to Kill nei panni di Kim Rhodes.
Nel 2013, Avgeropoulos ricoprì un ruolo ricorrente nella serie televisiva Cult trasmessa da The CW. La serie fallì alla settima puntata in seguito ad un calo di ascolti. I rimanenti 6 episodi vennero trasmessi più tardi durante l'estate.
Non molto dopo la fine dello show, The CW la scelse come uno dei personaggi principali nella serie The 100 nei panni di Octavia Blake.
Nel 2015 ricoprì il ruolo di Nikki nel film Tracers insieme al protagonista maschile Taylor Lautner, con il quale ebbe una relazione.

## Filmografia

### Cinema
- Una notte con Beth Cooper (I Love You, Beth Cooper), regia di Chris Columbus (2009)
- Random Walk, regia di Lux – cortometraggio (2010)
- Percy Jackson e gli dei dell'Olimpo - Il ladro di fulmini (Percy Jackson & the Olympians: The Lightning Thief), regia di Chris Columbus (2010)
- Hunt to Kill - Caccia all'uomo (Hunt to Kill), regia di Keoni Waxman (2010)
- 50 e 50 (50/50), regia di Jonathan Levine (2011)
- Walking the Halls, regia di Doug Campbell (2012)
- Tracers, regia di Daniel Benmayor (2015)
- Numb, regia di Jason R. Goode (2015)
- Isolation - Pericolo alle Bahamas (Isolation), regia di Shane Dax Taylor (2015)
- A Remarkable Life, regia di Vohn Regensburger (2016)
- Dead Rising: Endgame, regia di Pat Williams (2016)
- Jiu Jitsu, regia di Dimitri Logothetis (2020)
- King of Killers, regia di Kevin Grevioux (2023)
- The Painter, regia di Kimani Ray Smith (2024)
- Queen of the Ring, regia di Ash Avildsen (2024)

### Televisione
- Supernatural – serie TV, episodio 4x13 (2009)
- Harper's Island – serie TV, episodio 1x04 (2009)
- The Guard – serie TV, episodio 2x08 (2009)
- Le ragazze del Campus (Sorority Wars), regia di James Hayman – film TV (2009)
- The Troop – serie TV, episodio 1x15 (2010)
- Fringe – serie TV, episodi 2x17-2x18 (2010)
- Smoke Screen, regia di Gary Yates – film TV (2010)
- Human Target – serie TV, episodio 2x06 (2010)
- Eureka – serie TV, episodio 4x12 (2011)
- Hiccups – serie TV, episodio 2x08 (2011)
- Accusata ingiustamente (Fugitive at 17), regia di Jim Donovan – film TV (2012)
- The Inbetweeners - Quasi maturi (The Inbetweeners) – serie TV, 4 episodi (2012)
- 90210 – serie TV, episodio 5x19 (2013)
- Cult – serie TV, 10 episodi (2013)
- The 100 – serie TV, 93 episodi (2014-2020)
- Wild Cards - serie TV, 1 episodio (2025)

## Doppiatrici italiane
Nelle versioni in italiano delle opere in cui ha recitato, Marie Avgeropoulos è stata doppiata da:
- Gaia Bolognesi[1] in The 100[2], Dead Rising: Endgame
- Valentina Favazza[3] in Tracers[4]
- Erica Necci[5] in The Inbetweeners - Quasi maturi[6]
- Chiara Gioncardi[7] in Cult[8]
- Alessandra Cerruti in The Painter